# Ophrys fusca
Ophrys fusca  (лат.) — вид однодольных растений рода Офрис (Ophrys) семейства Орхидные (Orchidaceae).
Летом эти орхидные спят, а подземная луковица служит в качестве резерва питательных веществ. В конце лета-осени развивается розетка листьев. Кроме того, новая луковица начинает развиваться и не созревает до следующей весны, старая луковица медленно погибает. Следующей весной цветочный стебель начинает развиваться, а во время цветения листья начинают ослабевать. Цветочный стебель достигает в высоту 40 см. Соцветия включают в себя от 2 до 8 цветков с зелёными чашелистиками. Цветы имеют большую губу. Губа трёхдольчатая, волосистая и имеет тёмно-коричневый цвет внешней средней половины с тонким краем слабо-желтоватым, внутренняя половина имеет сероватый цвет с голубым. Цветёт с конца января до середины июня.
Большинство орхидей рода Ophrys зависят от симбиотических грибов, поэтому они развивают только пару маленьких последовательных листьев. В этой связи они не выносят пересадку.
Родина вида — Средиземноморье от юго-западной Европы и северной Африки до Западной Азии. Растёт на лугах, в оливковых рощах, кустарниках и лесах на высоте от уровня моря до 1450 метров над уровнем моря.